# BDLM Vol. 1
Albums de Tiakola
X
(2024)
BDLM Vol. 1, acronyme de Bienvenue Dans Le Milieu, est une mixtape du rappeur et chanteur français Tiakola sortie le 20 septembre 2024.

## Genèse
Après un premier album Mélo certifié triple platine en 2022 et un EP nommé X en 2024, Tiakola sort une mixtape composée de 18 titres ainsi que de nombreuses collaborations. On y retrouve Niska, SDM, Hamza, Ronisia, Merveille, Genezio, Rsko, Jey Brownie, Sonny Rave ou encore Monsieur Nov.

## Liste des pistes
| BDLM Vol. 1 | BDLM Vol. 1                                                    | BDLM Vol. 1                                                 | BDLM Vol. 1 | BDLM Vol. 1 | BDLM Vol. 1 | BDLM Vol. 1 | BDLM Vol. 1 | BDLM Vol. 1 | BDLM Vol. 1 |
| No          | Titre                                                          | Producteur(s)                                               | Durée       |             |             |             |             |             |             |
| ----------- | -------------------------------------------------------------- | ----------------------------------------------------------- | ----------- | ----------- | ----------- | ----------- | ----------- | ----------- | ----------- |
| 1.          | T.I.A                                                          | Oath                                                        | 3:38        |             |             |             |             |             |             |
| 2.          | PONA NINI (feat. Genezio & Prototype)                          | Shiruken Music                                              | 4:06        |             |             |             |             |             |             |
| 3.          | G.A.N.G (feat. Niska & La Mano 1.9)                            | SHK,Marabou                                                 | 3:07        |             |             |             |             |             |             |
| 4.          | CABREL (feat. Saaro)                                           | SHK, Jo Caleb, Saaro, Dave                                  | 3:05        |             |             |             |             |             |             |
| 5.          | PROTECT (feat. Merveille)                                      | Gaetan Judd, Marco Bernardis, Gaby                          | 3:04        |             |             |             |             |             |             |
| 6.          | PSYCHOLOGIQUE                                                  | Liaz, StillNaS, Washy                                       | 3:55        |             |             |             |             |             |             |
| 7.          | PLAISIR NOCIF (feat. SDM & Liim's)                             | Boumidjal, HoloMobb                                         | 3:32        |             |             |             |             |             |             |
| 8.          | PING-PONG                                                      | D1gri, Guapo du Soleil, XAVii                               | 3:11        |             |             |             |             |             |             |
| 9.          | MANON B (feat. Ryflo & Oskoow)                                 | Ponko                                                       | 2:46        |             |             |             |             |             |             |
| 10.         | FORMIDABLE                                                     | WhYJay, LiTek                                               | 2:30        |             |             |             |             |             |             |
| 11.         | FAST LIFE & FAMILLE (feat. H.K & Jolagreen23)                  | Epektase, Pandrezz, Rambo                                   | 4:58        |             |             |             |             |             |             |
| 12.         | RESTE-LÀ (feat. RnBoi & Monsieur Nov)                          | Ikaz Boi, Max & Seny                                        | 4:02        |             |             |             |             |             |             |
| 13.         | Y.J (C'EST KO) (feat. Ronisia)                                 | Gaetan Judd, P2J                                            | 3:38        |             |             |             |             |             |             |
| 14.         | 1H55 (feat. Rsko & Hamza)                                      | Lucozi                                                      | 3:47        |             |             |             |             |             |             |
| 15.         | GRAND PRIX (feat. Jey Brownie & Sonny Rave)                    | Lyele, Mr. Simon, Shadow Pi, XAVii, Nömak, Habib Defoundoux | 3:23        |             |             |             |             |             |             |
| 16.         | DERNIÈRE DANSE (feat. Zed & Cheu-B)                            | Ikaz Boi                                                    | 2:51        |             |             |             |             |             |             |
| 17.         | MANON B (Brazilian Remix) (feat. Ryflo, Oskoow & MC Cebezinho) | Ponko                                                       | 3:27        |             |             |             |             |             |             |
| 18.         | NO LIMIT (feat. KLN)                                           | Dany Synthé, Marabou                                        | 3:14        |             |             |             |             |             |             |
| 62:18       |                                                                |                                                             |             |             |             |             |             |             |             |

| Fara Fara Gang - BDLM Extension | Fara Fara Gang - BDLM Extension  | Fara Fara Gang - BDLM Extension                                  | Fara Fara Gang - BDLM Extension | Fara Fara Gang - BDLM Extension | Fara Fara Gang - BDLM Extension | Fara Fara Gang - BDLM Extension | Fara Fara Gang - BDLM Extension | Fara Fara Gang - BDLM Extension | Fara Fara Gang - BDLM Extension |
| No                              | Titre                            | Producteur(s)                                                    | Durée                           |                                 |                                 |                                 |                                 |                                 |                                 |
| ------------------------------- | -------------------------------- | ---------------------------------------------------------------- | ------------------------------- | ------------------------------- | ------------------------------- | ------------------------------- | ------------------------------- | ------------------------------- | ------------------------------- |
| 1.                              | CODE 187 (feat. Genezio)         | Junior Alaprod, Str8cash, Telema                                 | 2:27                            |                                 |                                 |                                 |                                 |                                 |                                 |
| 2.                              | MBIFE (feat. Genezio)            | Bloody, Guishkow, Marvin, Senpaï Katchy                          | 3:49                            |                                 |                                 |                                 |                                 |                                 |                                 |
| 3.                              | CATIMINI (feat. Genezio & Landy) | Oath                                                             | 3:22                            |                                 |                                 |                                 |                                 |                                 |                                 |
| 4.                              | STATION (feat. Genezio & Nemzzz) | Shiruken Music, Guishkow, Marvin à la Mélo, Zel Beat, Lewis Beat | 2:52                            |                                 |                                 |                                 |                                 |                                 |                                 |
| 5.                              | STELLAR (feat. Genezio)          | Hugo                                                             | 2:25                            |                                 |                                 |                                 |                                 |                                 |                                 |
| 14:55                           |                                  |                                                                  |                                 |                                 |                                 |                                 |                                 |                                 |                                 |

## Titres certifiés en France
- Manon B (feat. Ryflo & Oskoow)  Diamant[4]
- Pona Nini (feat. Genezio & Prototype)  Diamant[5]
- T.I.A  Platine[6]
- Plaisir nocif (feat. SDM & Liim's)  Platine[7]
- 1h55 (feat. Rsko & Hamza)  Platine[8]
- G.A.N.G (feat. Niska & La Mano 1.9)  Or[9]
- Reste-là (feat. RnBoi & Monsieur Nov)  Or[10]

## Classements et certifications
| Région        | Certification | Ventes/Streams |
| ------------- | ------------- | -------------- |
| France (SNEP) | 2 × Platine   | 200 000        |